# Бреверн, Егор Иванович (1807)
Его́р (Гео́ргий) Ива́нович Бре́верн (нем. Karl Georg von Brevern; 1807—1892) — российский государственный деятель, сенатор (1867). Действительный тайный советник (1879). Член Государственного совета Российской империи (1877).

## Биография
Родился 4 (16) августа 1807 года на мызе Галлинап (Хальява) в семье отставного капитан-лейтенанта, приходского судьи Генриха Иоганна фон Бреверна и его первой жены Софьи фон Бенкендорф (1784—1807). В 1811 году отец женился второй раз и в этом браке родились Александр и Магнус, а также сестра, которая в браке с Отто-Александром Штакельбергом родила будущего флотоводца Эвальда Антоновича Штакельберга. 
Георг учился в Домской школе с 1820 по 1825 год, затем — с 1827 по 1832 год — в Дерптском университете, окончив его со степенью магистра юриспруденции в 1834 году за сочинение «Die Stellung der Verwaltungsbeamten im Staate» (Рига, 1834). В 1835—1838 годах находился за границей — в Германии, Швейцарии и Италии. В 1838 году вернулся на родину и занял должность заместителя нотариуса Лифлянского дворянства; 13 марта 1839 года поступил на службу — секретарём Лифлянского дворянства.
С 1844 по 1876 год служил в Императорской канцелярии в Санкт-Петербурге, сосредоточившись на кодификации государственных законов и занимаясь вопросами балтийского провинциального права, а также российского торгового и промышленного права. В 1852 году был произведён в действительные статские советники с назначением состоять при Втором отделении Собственной Его Величества канцелярии; 17 апреля 1860 году произведён в тайные советники. С 1860 года он работал над подготовкой судебной реформы и был соавтором Земского и Городового положений; с 1862 года — член Комиссии по проекту подготовки судебной реформы.
С 1867 года сенатор  Правительствующего Сената. В 1877 году был назначен членом Государственного совета; 1 января 1879 года произведён в действительные тайные советники.
Умер в Берлине 5 июля 1892 года.

## Награды
Был награждён всеми российскими орденами вплоть до ордена Святого Александра Невского с бриллиантовыми знаками пожалованные ему 15 мая 1883 года:
- Орден Святой Анны 2-й степени (28 июля 1846)[3]
- Орден Святого Владимира 3-й степени (1854)
- Орден Святого Станислава 1-й степени (1856)
- Знак отличия за XV лет беспорочной службы (1857)
- Орден Святой Анны 1-й степени (1858)
- Орден Белого орла (1856)
- Орден Святого Александра Невского (1870; бриллиантовые знаки к ордену — 1883)

## Публикации
- Das Verhältniss der Staatsverwaltungsbeamten im Staate. — Leipzig / Riga / Dorpat, 1835.
- Studien zur Geschichte Liv-, Esth- und Kurlands. Band 1: Der Liber Census Daniae und die Anfänge der Geschichte Harrien und Wirland's (1219–1244). — Dorpat: Heinrich Laakmann, 1858
- О росте и о лихве по иностранным законодательствам / [Соч. Е. Бреверна]. — Санкт-Петербург, 1869. — 85 с.
- Meine Erinnerungen an die Anfänge der zweiten Agrarreform in Esthland : 1839 bis 1842 = Мои воспоминания о начале второй аграрной реформы в Эстляндии: 1839–1842 гг. — Berlin: Druck der Norddeutschen Buchdruckerei, 1892.